# Тъмен сокол
Тъмен сокол (Falco concolor) е вид птица от семейство Соколови (Falconidae). Видът е почти застрашен от изчезване.

## Разпространение
Разпространен е в Бахрейн, Чад, Джибути, Египет, Еритрея, Иран, Израел, Йордания, Кения, Либия, Мадагаскар, Малави, Мавриций, Мозамбик, Нигер, Оман, Пакистан, Палестина, Катар, Реюнион, Руанда, Саудитска Арабия, Сомалия, Южна Африка, Судан, Танзания, Уганда, Обединените арабски емирства, Йемен и Замбия.